# Список дипломатичних місій у Сан-Марино

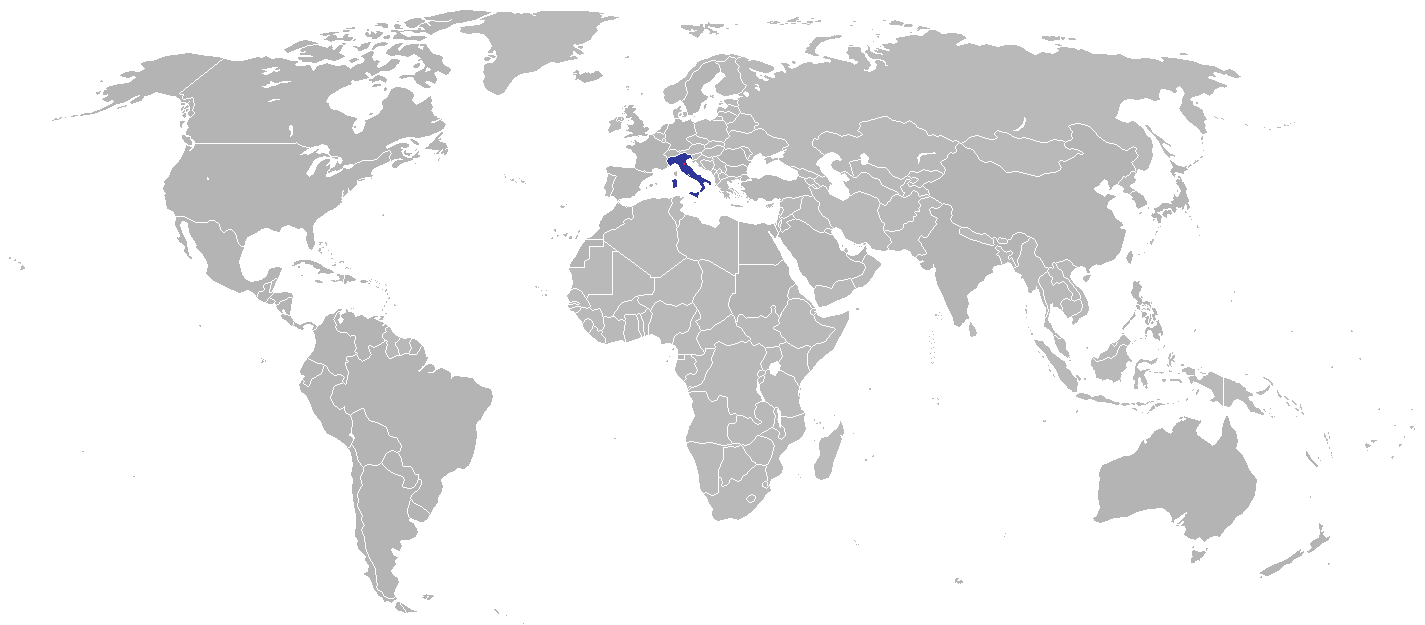
Дипломатичні місії в Сан-Марино

Ця сторінка є переліком дипломатичних місій, акредитованих у Сан-Марино. Наразі у крихітній державі знаходяться 3 посольства. Багато інших країн мають послів, акредитованих у Сан-Марино, проте вони перебувають у Римі. Деякі країни, маючи акредитованого посла з Риму, підтримують відносини та надають консульскі послуги через генеральні консульства, які розташовуються у сусідніх італійських містах на кшталт Мілану чи Флоренції або наймають почесних консулів; наразі у Сан-Марино знаходяться 8 почесних консульств: Австрії, Болгарії, Мексики, Монако, Румунії, Франції, Хорватії та Японії.

## Посольства
| Держава            | Посольство                                   | Зображення | Дипломатичні місії країни                       |
| ------------------ | -------------------------------------------- | ---------- | ----------------------------------------------- |
| Ватикан            | Апостольська нунціатура в Сан-Марино         |            | Список дипломатичних місій Ватикану             |
| Італія             | Посольство Італії в Сан-Марино               |            | Список дипломатичних місій Італії               |
| Мальтійський орден | Посольство Мальтійського ордена в Сан-Марино |            | Список дипломатичних місій Мальтійського ордена |

## Посольства в Римі, посли яких акредитовані в Сан-Марино
| - Австралія - Австрія - Азербайджан - Албанія - Алжир - Андорра (знаходиться в Андорра-ла-Велья) - Аргентина - Бельгія - Болгарія - Бразилія - Велика Британія - Греція - Грузія - Данія - Ізраїль - Індія - Ірландія - Іспанія - Йорданія - Єгипет - Ємен - Канада - Катар - КНР - Кіпр - Колумбія - Північна Корея - Куба - Латвія - Литва - Лівія - Люксембург - Малайзія - Мальта | - Марокко - Мексика - Монако - Нідерланди - Німеччина - Норвегія - ОАЕ - Панама - Перу - Південна Корея - ПАР - Польща - Португалія - Росія - Румунія - Сербія - Словаччина - Словенія - США - Судан - Таїланд - Туреччина - Угорщина - Україна - Уругвай - Філіппіни - Фінляндія - Франція - Хорватія - Чехія - Чорногорія - Швейцарія - Швеція - Японія |

## Генеральні консульства

### Генеральні консульства вСан-Марино
| - Австрія - Болгарія - Мексика | - Монако - Румунія - Франція | - Хорватія - Японія |

### Генеральні консульства вМілані
| - Бельгія - Греція | - Колумбія - Німеччина | - Туреччина - Чехія |

### Генеральні консульства вФлоренції
| - Велика Британія - Данія | - Латвія - США |

### Генеральні консульства в інших містах
- Рим —  Гондурас
- Болонья —  Португалія